# Wet van Dolbear

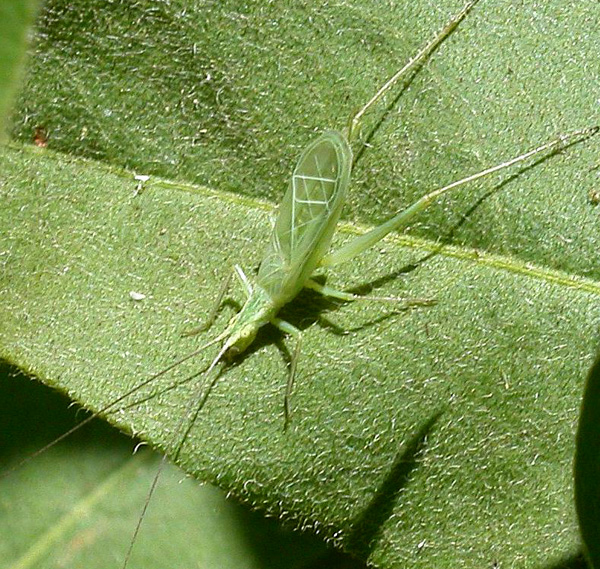
De boomkrekel Oecanthus fultoni

De wet van Dolbear beschrijft de relatie tussen de luchttemperatuur en de snelheid waarmee krekels tjirpen. Ze werd geformuleerd door de natuurkundige Amos Dolbear en in 1897 gepubliceerd in een artikel getiteld "The Cricket as a Thermometer". De observaties van Dolbear over de relatie tussen de tjirpfrequentie en de temperatuur werden voorafgegaan door een rapport uit 1881 van Margarette W. Brooks, hoewel dit artikel onopgemerkt bleef tot na de publicatie van Dolbear.
Dolbear specificeerde niet welke soort krekel hij observeerde, hoewel latere onderzoekers aannamen dat het de sneeuwboomkrekel was, Oecanthus niveus.  De sneeuwboomkrekel werd echter in eerdere rapporten verkeerd geïdentificeerd als O. niveus en de correcte wetenschappelijke naam voor deze soort is Oecanthus fultoni.
Er is geen betrouwbare correlatie tussen het tsjirpen van de meer courante veldkrekels en de temperatuur. Hun tsjirpfrequentie varieert afhankelijk van andere factoren, zoals leeftijd en paringssucces.
Dolbear drukte de relatie uit in de volgende formule, waarmee de temperatuur TF in graden Fahrenheit kan worden geschat op basis van het aantal tjirps per minuut N60:
{\displaystyle T_{F}=50+\left({\frac {N_{60}-40}{4}}\right).}
Deze formule is tot op een graad nauwkeurig als deze wordt toegepast op het getjirp van de veldkrekel.
Het tellen kan worden versneld door de formule te vereenvoudigen en het aantal pieptonen te tellen dat in 15 seconden wordt geproduceerd (N15):
{\displaystyle \,T_{F}=40+N_{15}}
Om de temperatuur in graden Celsius (°C) weer te geven, luidt de wet:
{\displaystyle T_{C}={\frac {N_{60}+30}{7}}}
Een snelle manier om de temperatuur in graden Celsius te berekenen is het tellen van het aantal tjirps in 8 seconden (N8) en daar 5 bij op te tellen (dit is vrij nauwkeurig tussen 5 en 30 °C):
{\displaystyle \,T_{C}=5+N_{8}}
De bovenstaande formules zijn uitgedrukt in gehele getallen, zodat ze gemakkelijker te onthouden zijn. Ze zijn niet bedoeld om exact te zijn.

## In wiskundelessen
In wiskundeboeken wordt de wet soms aangehaald als een eenvoudig voorbeeld van waar wiskundige modellen tekortschieten. Bij temperaturen buiten het bereik waarin krekels leven, is het totale aantal tjirps namelijk nul, aangezien de krekels dood zijn. Je kunt algebra op de vergelijking toepassen en zien dat krekels volgens het model bij 1.000 graden Celsius met 6.970 tjirps per minuut (ongeveer 116 tjirps per seconde) zouden moeten tjirpen. Geen enkele krekel kan echter bij die temperatuur overleven om te tjirpen.

## In populaire media
Er werd naar deze formule verwezen in een aflevering van de Amerikaanse sitcom The Big Bang Theory (seizoen 3, aflevering 2, "The Jiminy Conjecture") (hoewel Sheldon Amos Dolbear Emile Dolbear noemde en het jaar van publicatie als 1890 vermeldde). Er wordt ook naar verwezen in twee afleveringen ("Highs and Lows", "Jungles") van de Britse comedyshow QI. Richard Powers, auteur van de met de Pulitzerprijs bekroonde The Overstory (2018, WW Norton & Co.), laat zijn fictieve personage Patricia Westerman de formule gebruiken (hoofdstuk 11, p 436).